# Българска федерация на радиолюбителите
Българската федерация на радиолюбителите (БФРЛ) е юридическо лице с нестопанска цел, извършващо обществено полезна дейност за развитие и утвърждаване на техниката, технологиите, физическата култура и спорта. Тя е сдружение на юридически лица – спортни клубове (радиоклубове), организирано на доброволна основа.
Българската федерация на радиолюбителите е официалната организация, която представлява българските радиолюбители в Международния радиолюбителски съюз (IARU). БФРЛ поддържа QSL-бюро за обмен на QSL-картички.
Българската федерация на радиолюбителите организира и провежда радиолюбителска дейност в България:
- обучение, самообучение, разпространение и популяризиране на познания и умения в областта на радиотехниката;
- комуникации, комуникационна техника и технологии;
- информационни технологии и електронни медии;
- подпомагане на държавните и общинските органи при природни бедствия и/или крупни аварии;
- спорт.

Българската федерация на радиолюбителите изпълнява своята дейност с приоритет сред младите хора и в учебните заведения.